# Henock Abrahamsson
Henock Abrahamsson (29 de outubro de 1909 - 23 de abril de 1958) foi um futebolista sueco. Ele competiu na Copa do Mundo FIFA de 1938, sediada na França, na qual a seleção de seu país terminou na quarta colocação.